# Берестова (притока Берди)
Берестова́ — річка в Україні, в межах Бердянського району Запорізької області. Права притока Берди (басейн Азовського моря).

## Опис
Довжина 22,3 км, площа басейну 146 км². Долина вузька і порівняно глибока, місцями зі стрімкими схилами, порізаними балками і ярами; її західні (праві) схили вищі від східних. Річище слабозвивисте, місцями пересихає. Споруджено кілька ставків.

## Розташування
Берестова бере початок на північний захід від села Берестового. Тече переважно на південний схід. Впадає до Берди на захід від села Новосолдатське.